# Torneo de Auckland 2024
El ASB Classic 2024 fue un evento de tenis de la ATP Tour 250 en su rama masculina y WTA 250 en la femenina, se disputó en Auckland (Nueva Zelanda) en el complejo ASB Tennis Centre y en cancha dura al aire libre, siendo parte de una serie de eventos que hicieron de antesala al Abierto de Australia, desde el 1 hasta el 7 de enero de 2024, las mujeres y desde el 8 hasta el 13 de enero los hombres.

## Distribución de puntos
| Modalidad            | Campeón | Finalista | Semifinales | Cuartos de final | 2ª ronda | 1ª ronda | Clasificados | 2ª ronda de clasificación | 1ª ronda de clasificación |
| Individual masculino | 250     | 165       | 100         | 50               | 25       | 0        | 13           | 7                         | 0                         |
| Dobles masculino     | 250     | 150       | 90          | 45               | 20       | 0        | -            | -                         | -                         |

| Modalidad           | Campeona | Finalista | Semifinales | Cuartos de final | 2.ª ronda | 1.ª ronda | Clasificadas | 2.ª ronda de clasificación | 1.ª ronda de clasificación |
| Individual femenino | 280      | 180       | 110         | 60               | 30        | 1         | 18           | 12                         | 1                          |
| Dobles femenino     | 280      | 180       | 110         | 60               | 1         | -         | -            | -                          | -                          |

## Cabezas de serie

### Individuales masculino
| Tenista               | Ranking | Preclasificado |
| Ben Shelton           | 17      | 1              |
| Cameron Norrie        | 18      | 2              |
| Francisco Cerúndolo   | 21      | 3              |
| Félix Auger-Aliassime | 29      | 4              |
| Christopher Eubanks   | 34      | 5              |
| Arthur Fils           | 36      | 6              |
| Sebastian Ofner       | 43      | 7              |
| Max Purcell           | 45      | 8              |

- Ranking del 1 de enero de 2024.[3]

### Dobles masculino
| Tenista                            | Ranking | Preclasificado |
| Marcel Granollers Horacio Zeballos | 15      | 1              |
| Máximo González Andrés Molteni     | 26      | 2              |
| Jamie Murray Michael Venus         | 32      | 3              |
| Nathaniel Lammons Jackson Withrow  | 49      | 4              |

### Individuales femenino
| Tenista          | Ranking | Preclasificada |
| Cori Gauff       | 3       | 1              |
| Elina Svitolina  | 25      | 2              |
| Lesia Tsurenko   | 31      | 3              |
| Emma Navarro     | 32      | 4              |
| Marie Bouzková   | 50      | 5              |
| Xinyu Wang       | 57      | 6              |
| Petra Martić     | 40      | 7              |
| Varvara Gracheva | 43      | 8              |

- Ranking del 25 de diciembre de 2023.[4]

### Dobles femenino
| Tenista                              | Ranking | Preclasificada |
| Marie Bouzková Bethanie Mattek-Sands | 74      | 1              |
| Anna Danilina Viktória Kužmová       | 137     | 2              |
| Bibiane Schoofs Kimberley Zimmermann | 144     | 3              |
| Jessika Ponchet Anna Siskova         | 260     | 4              |

## Campeones

### Individual masculino
Alejandro Tabilo venció a  Taro Daniel por 6-2, 7-5

### Individual femenino
Cori Gauff venció a  Elina Svitolina por 6-7(4-7), 6-3, 6-3

### Dobles masculino
Wesley Koolhof /  Nikola Mektić vencieron a  Marcel Granollers /  Horacio Zeballos por 6-3, 6-7(5-7), [10-7]

### Dobles femenino
Anna Danilina /  Viktória Kužmová vencieron a  Marie Bouzková /  Bethanie Mattek-Sands por 6-3, 6-7(5-7), [10-8]